# Agrothereutes pygmaeus
Agrothereutes pygmaeus là một loài tò vò trong họ Ichneumonidae.